# Fritzruehlia longifrons
Fritzruehlia longifrons är en insektsart som beskrevs av Schmidt 1924. Fritzruehlia longifrons ingår i släktet Fritzruehlia och familjen sköldstritar. Inga underarter finns listade i Catalogue of Life.